# 쇠붉은뺨멧새
쇠붉은뺨멧새(영어: Little Bunting, 학명: Emberiza pusilla)는 참새목 멧새과에 속하는 새이다.

## 생김새

### 수컷 여름깃
머리중앙선, 얼굴, 귀깃이 적갈색이고 머리옆선, 귀깃 가장자리, 턱선이 검은색이다. 몸윗면에 흑갈색 줄무늬가 있다. 가슴, 옆구리에도 있다.

### 암컷 여름깃
수컷과 매우 비슷하다. 머리의 적갈색이 수컷보다 흐리다.

## 서식지
스칸디나비아 북부에서 캄차카반도까지의 지역에서 번식하고 네팔 동부, 인도 북동부에서 인도차이나반도 북부, 중국 남부, 대만에서 월동한다. 평지의 초지, 농경지 주변의 잡목림 등에서 서식한다.